# Зграда Окружног начелства у Зајечару
Зграда Окружног начелства у Зајечару налазе се у Зајечару, 1907. године је изграђена у најужем центру.

## О Згради Окружног начелства у Зајечару
Угледни српски архитекта Петар Поповић је пројектовао ову зграду у самом центру Зајечара. Зграда представља објекат јавне намене, али и припада врсти културних добара грађанске архитектуре. Испред ње налази се спомен-чесма која је подигнута јунацима палим 1833, 1876-78. i 1885. године, али је већ након Другог светског рата одатле и уклоњена, да би деведесетих година поново била подигнута на новој локацији, односно испред Хотела ,,Србија", да би касније поновно била померана ближе суду. Испред начелства се својевремено почетком двадесетог века налазила главна градска пијаца.
Као слободан, у основи симетричан објекат исто тако симетричне композиције фасаде. Фокус јој је према централном тргу и збивањима. Унитрашњост зграде обележавају крајње функционална решења, док је спољна фасада  је изграђена у духу богате еклетичне ренесансе.